# Troller T4
Le Troller T4 est un véhicule 4x4 brésilien lancé en 1998. Il existe une version pick-up appelé Troller Pantanal.